# 애기웜뱃
애기웜뱃(학명: Vombatus ursinus)은 웜뱃과 애기웜뱃속의 유일한 종으로, 유대류에 속하는 오스트레일리아의 고유종이다.

## 특징
몸길이 평균 98cm, 몸무게 평균 26kg으로, 몸 빛깔은 주로 황갈색이나 은색, 검은색, 회색, 고동색 등으로 다양하다. 털코웜뱃류와는 달리 코에는 털이 나지 않는다. 주로 단독 생활을 하며 영역권을 가진다. 앞다리의 발톱을 이용해 굴을 파서 은신처를 만들며, 낮에는 토굴에 기거하다가 밤이 되면 나와 활동을 시작한다. 짝짓기는 봄과 여름에 거행되며 임신 기간은 약 27일이다. 오스트레일리아 동남부와 태즈메이니아주의 유칼립투스 숲에 서식한다.